# Броненосцы типа «Дойчланд»
Броненосцы типа «Дойчланд» — тип эскадренных броненосцев (нем. Panzerschiff, Einheits-Linienschiff), состоявший на вооружении Кайзерлихмарине и Кригсмарине в годы Первой и Второй мировых войн. Последние германские эскадренные броненосцы и последняя серия кораблей, заложенная в соответствии с первым «морским законом» 1898 г. Являлись дальнейшим развитием броненосцев типа «Брауншвейг», составлявших 1-ю серию кораблей этой программы.

## История создания
Конструктивно броненосцы типа «Дойчланд» практически полностью повторяли предыдущий тип «Брауншвейг». Толще стали броня башен и пояса, тоньше скосы; остальное бронирование, а также состав и расположение артиллерии остались практически без изменений (отказались от башен для среднекалиберной артиллерии и все 17 см пушки размещены в казематах). Размеры новых броненосцев были ограничены пропускной способностью Кильского канала.

## Конструкция
Проектировщики отказались от башен среднего калибра, устранение которых сэкономило вес и позволило разместить батарею среднего калибра в казематах в более эффективно. Ликвидация башен освободило пространство на палубе, которое было использовано для добавления ещё одной пары 8,8-см орудий. Deutschland и его систершип Hannover были спроектированы для использования в качестве флагманов флота и эскадры соответственно, что требовало дополнительных служебных помещений. Все кроме Deutschland имели только водотрубные котлы. Они были легче, и экономия веса была потрачена на бронирование в виде немного более толстого броневого пояса. Броненосцы имели экипаж как и на Брауншвейгах, он состоял из 35 офицеров и 708 матросов, при использовании в качестве флагмана, добавлялось ещё 13 офицеров и 66 матросов.

### Бронирование
Вертикальное бронирование изготавливалось из цементированной крупповской брони. Главный броневой пояс «Дойчленда» толщиной 225 мм располагался между барбетами носовой и кормовой башен. Под водой он сужался, доходя у нижней кромки до 150 мм. Пояс был установлен на подкладке из тикового дерева. Броня палубы была 40 мм по горизонтали, толщина скосов 97 мм. Крыша носовой рубки была 80 мм, стены: 300 мм. Крыша кормовой рубки была 30 мм, стены: 140 мм. Цитадель корабля был защищена 160 мм бронёй. Крыша башен ГК была толщиной 50 мм, 280 мм — стены. Казематы имели толщину 160 мм, в то время щиты прикрывавшие пушки стоящие в казематах имели толщину 70 мм. Крыша казематов была 35 мм. Бронирование остальных броненосцев отличалось от головного корабля: главный броневой пояс толщиной 240 мм. Под водой он сужался, доходя у нижней кромки до 170 мм. Броня палубы была 40 мм по горизонтали, толщина скосов колебалась 97-67-97 мм (нос-мидель-корма). Крыша носовой боевой рубки была 80 мм, стены: 300 мм. Крыша кормовой рубки была 30 мм, стены: 140 мм. Толщина брони цитадели была 170 мм. Крыша башен ГК была толщиной 50 мм, 280 мм — стены. Казематы имели толщину 170 мм.
Конструктивная броневая подводная защита отсутствовала.

### Вооружение
На кораблях стояли четыре 28 см пушки в двухорудийных башнях в носовой и кормовой части. Орудия стреляли двумя типами снарядов одинакового веса по 240 кг. Орудия имели угол возвышения 30°, угол склонения −4°. Это позволяло вести огонь на 18 800 м (101 каб.). Боезапас каждого орудия состоял из 85 снарядов.
Средний калибр составляли четырнадцать 17-см орудий, все в казематах. На каждое орудие приходилось 130 выстрелов, в сумме 1820. Стволы казематных орудий поднимались на 20° и опускались на 7°. Максимальная дальность — 14 500 м (75 каб.).
Противоминный калибр составляли двадцать 8,8-см SK L/35 скорострельных орудий, размещённых в казематах, которые делали до 15 выстрелов в минуту.
Так же броненосцы имели по шесть 450 мм подводных торпедных аппаратов с общим боезапасом 16 торпед.
Для вооружения экипажа имелась 417—420 винтовок (позже 250) mod 98 и 100 пистолетов М.1904.

### Силовая установка

#### Главная энергетическая установка
Корабли типа «Дойчланд» приводились в движение с помощью трех паровых машин тройного расширения проектной мощностью 17 000 л. с. (13 000 кВт), Дойчланд − 16 000. Машины Дойчланда приводились в действие восемью котлами военно-морского типа (Шульца-Торникрофта) и двумя двойными и двумя одинарными огнетрубными котлами цилиндрического типа, остальные корабли имели двенадцать котлов военно-морского типа (24 топки, поверхность нагрева 4600…4670 м², рабочее давление 15 атм.). Корабли имели один руль и три винта . Два внешних винта были трехлопастные, диаметром 4,8 м . Центральный винт был четырёхлопастным 4,5 м в диаметре. Проектная скорость была 18 узлов (33 км/ч). «Дойчланд» при проектной мощности в 16 тыс. л. с., во время испытаний, показал мощность 16 990 л. с. (12 670 кВт) и максимальную скорость 18,6 узла (34,5 км/ч), остальные четыре корабля имели проектную мощность 17 000 л. с.(12 700 кВт), на испытаниях они показали мощность от 17 768 л. с. до 19 330 л. с. и развили скорость от 18,5 до 19,2 узла. Дальность хода была 4800 морских миль (8900 км) на ходу 10 узлов (19 км/ч).
Основным топливом был уголь, но в 1908-09 годах были оборудованы форсунками для впрыска нефти и цистернами общей ёмкостью 240 т нефти на «Дойчланде» и 200 т на остальных. Максимальный запас угля составлял 1540 т на «Дойчланде» и 1750 т на остальных.

#### Электропитание
Броненосцы имели четыре турбогенератора, общей мощностью 260 кВт (110 В).

## Служба
Корабли серии участвовали в сражениях Первой мировой войны. С началом войны входили в состав 2-й эскадры под командованием вице-адмирала Шеера. Участвовали в Ютландском сражении. «Поммерн» был торпедирован одним из эсминцев британской 12-й флотилии в ночной фазе боя и затонул с 839 членами экипажа.
После поражения Германии в Первой мировой войне состав её военно-морских сил был серьёзно ограничен условиями Версальского мирного договора. Среди кораблей, «оставленных» флоту Германии, были и два из пяти броненосцев типа «Дойчланд»: «Шлезиен» и «Шлезвиг-Гольштейн».
Два этих корабля прошли в 30-х годах значительную модернизацию и были переведены в разряд учебных. Две ближайшие к носу трубы объединили в одну, котлы частично перевели на нефтяное отопление, а 170-миллиметровые орудия заменили на привычный в Германии 150-мм калибр. При этом количество 150-мм пушек неуклонно сокращалось: два орудия сняли вскоре после модернизации, ещё два — к 1937 году, а к 1939 броненосцы полностью лишились своей «противоминной» артиллерии. Зато их зенитная мощь возросла: сначала её составляли 88-мм зенитные орудия, позднее были добавлены шесть 105-мм, а в войну ещё и несколько десятков 20- и 40-мм автоматов.
1 сентября 1939 года броненосец «Шлезвиг-Гольштейн» произвёл первые выстрелы Второй мировой войны, обстреляв укрепления крепости Вестерплатте в Данциге. В дальнейшем оба корабля довольно интенсивно использовали только для обстрела берега: «Шлезиен» воевал почти до последних дней войны. Получивший тяжелые повреждения на мине, он был взорван своей командой 4 мая 1945 года. После войны разобран на металл. «Шлезвиг-Гольштейн» сел на грунт после атаки британской авиации в самом конце 1944 года и также был взорван командой, а после — разобран на металл.
«Ганновер» с 1935 года служил кораблем-целью для авиации. Разобран после окончания 2-й мировой войны.

## Список кораблей типа[1]
| Название                      | Верфь-строитель                    | Дата закладки | Дата спуска на воду | Дата вступления в состав флота | Дата вывода из состава флота/гибели | Судьба                                                                                             |
| ----------------------------- | ---------------------------------- | ------------- | ------------------- | ------------------------------ | ----------------------------------- | -------------------------------------------------------------------------------------------------- |
| SMS Deutschland (1904)        | Germaniawerft, Киль                | 1903          | 19.11.1904          | 3.8.1906                       | 1917                                | Выведен из состава флота, разоружён и продан на слом                                               |
| SMS Hannover (1905)           | Kaiserliche Werft, Вильгельмсхафен | 1904          | 29.9.1905           | 1.10.1907                      | 1946                                | В 1935 г. разоружён, разобран после окончания войны                                                |
| SMS Pommern (1905)            | AG Vulcan Stettin, Штеттин         | 1904          | 2.12.1905           | 6.8.1907                       | 1.6.1916                            | Потоплен в ходе Ютландского сражения торпедами британских эсминцев                                 |
| SMS Schlesien (1906)          | Schichau-Werke, Данциг             | 1904          | 28.5.1906           | 5.5.1908                       | 4.5.1945                            | Подорвался на английской донной мине, после чего взорван экипажем в Свинемюнде, разобран на металл |
| SMS Schleswig-Holstein (1906) | Germaniawerft, Киль                | 1905          | 7.12.1906           | 6.7.1908                       | 18.12.1944                          | Потоплен английской авиацией в Готенхафене, разобран на металл                                     |

## Оценка проекта
Могли считаться современными кораблями на момент закладки, однако к окончанию постройки появились принципиально новые и более совершенные дредноуты.
| Закладка                              | 1903                                        | 1903                                          | 1904                                          | 1904                                                         | 1905                    | 1904                                                         | 1901                                          | 1901                                          |
| Ввод в строй                          | 1906                                        | 1906                                          | 1907                                          | 1906                                                         | 1906                    | 1906                                                         | 1904                                          | 1906                                          |
| Водоизмещение нормальное, т           | 16 256,6                                    | 13 191                                        | 13 191                                        | 15 630                                                       | 18 400,5                | 16 205                                                       | 13 208                                        | 14 605                                        |
| Полное, т                             | 17 983,9                                    | 14 218                                        | 14 218                                        | 17 009                                                       | 22 195,4                | 16 930                                                       | 14 394                                        |                                               |
| Тип СУ                                | ПМ                                          | ПМ                                            | ПМ                                            | ПМ                                                           | ПТ                      | ПМ                                                           | ПМ                                            | ПМ                                            |
| Проектная мощность, л. с.             | 16 500                                      | 16 000                                        | 17 000                                        | 18 000                                                       | 23 000                  | 16 000                                                       | 16 000                                        | 19 000                                        |
| Проектная максимальная скорость, узл. | 18                                          | 18                                            | 18                                            | 18,5                                                         | 21                      | 18,5                                                         | 18                                            | 19                                            |
| Дальность, миль (на скорости, узл.)   | 6620(10)                                    | 4800 (10)                                     | 4800 (10)                                     | 7000 (10)                                                    | 6620(10)                | 8000(10)                                                     | 5200(10)                                      | 8400(10)                                      |
| Бронирование, мм                      |                                             |                                               |                                               |                                                              |                         |                                                              |                                               |                                               |
| Пояс                                  | 279                                         | 225                                           | 240                                           | 229                                                          | 279                     | 229                                                          | 225                                           | 280                                           |
| Верхний пояс                          | 179-152                                     | 160                                           | 170                                           | 203                                                          | -                       | 152                                                          | 140                                           | 240                                           |
| Палуба(скосы)                         | 38…76                                       | 40(97)                                        | 40(67…97)                                     | 51(51)                                                       | 35…76                   | 51(51)                                                       | 40(75…140)                                    | 55(70)                                        |
| Башни                                 | 305                                         | 280                                           | 280                                           | 305                                                          | 279                     | 229                                                          | 250                                           | 320                                           |
| Барбеты                               | 254                                         | 280?                                          | 280?                                          | 305                                                          | 279                     | 305                                                          | 250                                           | 255                                           |
| Рубка                                 | 229                                         | 300                                           | 300                                           | 305                                                          | 279                     | 229                                                          | 300                                           | 330                                           |
| Схема размещения вооружения           |                                             |                                               |                                               |                                                              |                         |                                                              |                                               |                                               |
| Вооружение                            | 2×2×305/45 4×2×203/45 12×1×178 20×1×76 4 ТА | 2×2×280 мм/40 14×1×170 мм/40 20×88 мм/35 6 ТА | 2×2×280 мм/40 14×1×170 мм/40 20×88 мм/35 6 ТА | 2×2×305 мм/45 4×234 мм/47 10×152 мм/50 12×76 мм 8×47 мм 5 ТА | 5×2×305/45 27×1×76 5 ТА | 2×2×305 мм/45 4×254 мм/45 10×152 мм/45 12×80 мм 4×47 мм 5 ТА | 2×2×280 мм/40 14×1×170 мм/40 18×88 мм/35 6 ТА | 2×2×305 мм/40 18×1×164 мм/45 25×47 мм/50 2 ТА |

## Комментарии
1. ↑  Для кораблей с паровыми машинами дана индикаторная мощность, для «Дредноута» с паровой турбиной — мощность на валах.